# Sorge l'aurora
Sorge l'aurora (Came the Dawn) è un racconto dello scrittore inglese P. G. Wodehouse, pubblicato per la prima volta in volume nel 1927 nella raccolta di racconti Meet Mr Mulliner (in italiano: Mister Mulliner).

## Trama
Mr. Mulliner, frequentatore del club Anglers' Rest (Il riposo dei Pescatori), partecipa a una discussione sul ruolo del destino, nato da una citazione scespiriana di uno dei soci del club, e racconta agli avventori la storia di suo nipote Lancelot Bassington Mulliner. All'epoca della storia Lancelot aveva 24 anni, si era laureato a Oxford, dove era stato mandato dallo zio Jeremiah Briggs, titolare di una fabbrica di sottaceti, «desideroso che il nipote, completata la sua istruzione, si unisse a lui negli affari». Lancelot vuole però dedicarsi esclusivamente alla poesia.
Lancelot si innamora a prima vista di Angela, una ragazza che ha visto a Cannes a bordo di uno yacht; si mette alla sua ricerca, per chiederle di sposarlo, e la ritrova a Londra, in un night-club. Lei è colpita favorevolmente dall'abilità di Lancelot come ballerino di charleston, ma risponde a Lancelot che lo sposerebbe solo se lui avesse del danaro sufficiente a impressionare suo padre, Lord Biddlecombe, e a battere la concorrenza del ricco Slingsby Purvis, titolare della "Senape Liquida Purvis", altro aspirante marito.
Lancelot cerca di ottenere il danaro necessario alle nozze dallo zio Jeremiah, componendo una lunga lamentazione poetica in cui si «tenta di dipingere lo stato d'animo dell'uomo che non ha ancora assaggiato i Sottaceti Briggs». Il poema non viene però apprezzato dallo zio che fa buttare fuori Lancelot da un domestico. La stessa sorte Lancelot la subisce ad opera dei domestici di Lord Biddlecombe e di Angela quando costoro apprendono che il poeta non ha più un soldo né ha speranza di guadagnarne. Lancelot medita il suicidio. Viene però dissuaso dall'apparizione di Isadore Zinzinheimer, rappresentante della più grande compagnia cinematografica di Hollywood il quale pensa di sfruttare la straordinaria espressione del viso di Lancelot nei film muti, tale da rendere possibile l'abolizione delle didascalie. Per Lancelot, ormai ricco, «l'aurora è sorta!».

## Edizioni
Il racconto è stato pubblicato per la prima volta negli Stati Uniti sulla rivista Liberty dell'11 giugno 1927 e poco tempo dopo sul mensile britannico The Strand Magazine del luglio 1927. Fu poi uniformato agli altri racconti raccolti in Mister Mulliner (1927).
- P. G. Wodehouse, Came the Dawn. In: Meet Mr Mulliner, London: Herbert Jenkins, 1927[5]
- P. G. Wodehouse, Came the Dawn. In: Meet Mr Mulliner, New York: Doubleday, 1927
- P. G. Wodehouse, Sorge l'aurora. In: Mister Mulliner: romanzo umoristico inglese; traduzione di Alberto Tedeschi, Milano: Monanni, 1931, Coll. Nuovissima collezione letteraria n. 51
- P. G. Wodehouse, Sorge l'aurora. In:  Mister Mulliner: romanzo umoristico inglese; traduzione di Alberto Tedeschi, Milano: Bietti, 1933